# Jonathan Drouin
Jonathan Drouin, född 27 mars 1995, är en kanadensisk professionell ishockeyforward som spelar för New York Islanders i National Hockey League (NHL). Han draftades i första rundan som tredje spelare totalt av Tampa Bay Lightning i NHL Entry Draft 2013. 15 juni 2017 trejdades Drouin till Montreal Canadiens där han spelade sex säsonger innan han den 1 juli 2023 signerade kontrakt med Colorado Avalanche.

## Statistik

### Klubbkarriär
| 2010–11    | Lac St-Louis Lions  | QMAAA      | 38  | 22  | 36  | 58  | 38  | 15 | 11 | 17 | 28 | 18 |
| 2011–12    | Lac St-Louis Lions  | QMAAA      | 22  | 22  | 31  | 53  | 35  | —  | —  | —  | —  | —  |
| 2011–12    | Halifax Mooseheads  | QMJHL      | 33  | 7   | 22  | 29  | 12  | 17 | 9  | 17 | 26 | 4  |
| 2012–13    | Halifax Mooseheads  | QMJHL      | 49  | 41  | 64  | 105 | 32  | 17 | 12 | 23 | 35 | 14 |
| 2013–14    | Halifax Mooseheads  | QMJHL      | 46  | 29  | 79  | 108 | 43  | 16 | 13 | 28 | 41 | 18 |
| 2014–15    | Syracuse Crunch     | AHL        | 2   | 1   | 2   | 3   | 0   | —  | —  | —  | —  | —  |
| 2014–15    | Tampa Bay Lightning | NHL        | 70  | 4   | 28  | 32  | 34  | 6  | 0  | 0  | 0  | 2  |
| 2015–16    | Tampa Bay Lightning | NHL        | 21  | 4   | 6   | 10  | 4   | 17 | 5  | 9  | 14 | 14 |
| 2015–16    | Syracuse Crunch     | AHL        | 17  | 11  | 2   | 13  | 12  | —  | —  | —  | —  | —  |
| 2016–17    | Tampa Bay Lightning | NHL        | 73  | 21  | 32  | 53  | 16  | —  | —  | —  | —  | —  |
| 2017–18    | Montreal Canadiens  | NHL        | 77  | 13  | 33  | 46  | 30  | —  | —  | —  | —  | —  |
| 2018–19    | Montreal Canadiens  | NHL        | 81  | 18  | 35  | 53  | 26  | —  | —  | —  | —  | —  |
| 2019–20    | Montreal Canadiens  | NHL        | 27  | 7   | 8   | 15  | 14  | 10 | 1  | 6  | 7  | 8  |
| 2020–21    | Montreal Canadiens  | NHL        | 44  | 2   | 21  | 23  | 20  | —  | —  | —  | —  | —  |
| 2021–22    | Montreal Canadiens  | NHL        | 34  | 6   | 14  | 20  | 23  | —  | —  | —  | —  | —  |
| 2022–23    | Montreal Canadiens  | NHL        | 58  | 2   | 27  | 29  | 18  | —  | —  | —  | —  | —  |
| 2023–24    | Colorado Avalanche  | NHL        | 79  | 19  | 37  | 56  | 28  | 3  | 0  | 3  | 3  | 2  |
| 2024–25    | Colorado Avalanche  | NHL        | 43  | 11  | 26  | 37  | 6   | 7  | 0  | 3  | 3  | 0  |
| NHL totalt | NHL totalt          | NHL totalt | 607 | 107 | 267 | 374 | 219 | 43 | 6  | 21 | 27 | 26 |

### Internationellt
| År            | Lag             | Turnering     | Resultat      |               | Matcher | Mål | Assist | Poäng | Utv |
| ------------- | --------------- | ------------- | ------------- | ------------- | ------- | --- | ------ | ----- | --- |
| 2012          | Canada Quebec   | U17           | 6:a           | 4             | 2       | 3   | 5      | 2     |     |
| 2012          | Kanada          | Ivan Hlinka   | 1             | 5             | 0       | 5   | 5      | 2     |     |
| 2013          | Kanada          | JVM           | 4:a           | 6             | 2       | 2   | 4      | 0     |     |
| 2014          | Kanada          | JVM           | 4:a           | 7             | 3       | 6   | 9      | 24    |     |
| 2016          | Lag Nordamerika | WCH           | 5:a           | 3             | 1       | 0   | 1      | 0     |     |
| Junior totalt | Junior totalt   | Junior totalt | Junior totalt | Junior totalt | 18      | 5   | 13     | 18    | 26  |
| Senior totalt | Senior totalt   | Senior totalt | Senior totalt | Senior totalt | 3       | 1   | 0      | 1     | 0   |

## Meriter och utmärkelser
| Merit                                       | År         |       |       |
| QMJHL                                       | QMJHL      | QMJHL | QMJHL |
| ------------------------------------------- | ---------- | ----- | ----- |
| Mike Bossy Trophy                           | 2013       |       |       |
| Paul Dumont Trophy                          | 2013       |       |       |
| Michel Brière Memorial Trophy               | 2013       | [ 1 ] |       |
| First All-Star Team                         | 2013, 2014 | [ 2 ] |       |
| CHL                                         |            |       |       |
| Memorial Cup champion                       | 2013       |       |       |
| CHL Player of the Year                      | 2013       |       |       |
| NHL                                         |            |       |       |
| 2015 NHL All-Star Skills Competition        | 2015       | [ 3 ] |       |
| NHL Fastest Skater – 2015 NHL All-Star Game | 2015       | [ 4 ] |       |